# Хайдар Шиа Гбиш ал Барак
Хайдар ал Барак е иракски дипломат, посланик в България от 2004.
През 2007 г. във в. „Новинар“ се появява статия, че е регистрирал фирма на адреса на посолството 